# Albaugh-Dover Company
Albaugh-Dover Company war ein US-amerikanischer Hersteller von Highwheeler-Automobilen, Traktoren und Landmaschinen. Markennamen waren Aldo für die Automobile und Square Turn für die Traktoren.
Das Unternehmen mit Sitz in Chicago, Illinois wurde 1910 gegründet, um den Highwheeler Aldo herzustellen. Gilbert R. Albaugh war ein erfahrener Konstrukteur, der zuvor für die Thomas B. Jeffery Company in Kenosha (Wisconsin), die Olds Motor Works in Lansing (Michigan) und die Peerless Motor Car Corporation in Cleveland (Ohio) gearbeitet hatte. Danach konstruierte er den von 1902 bis 1904 gebauten Star der ebenfalls in Cleveland ansässigen Star Automobile Company. Anfang 1904 löste er kurzfristig Walter Lorenzo Marr (1865–1941) als Chefingenieur der Reid Manufacturing Company in Detroit ab. Er überarbeitete dessen Entwurf des von 1904 bis 1906 gebauten Wolverine, während Marr seine frühere Position als Chefingenieur von Buick wieder aufnahm.

## Aldo
Das einzige Automodell der Albaugh-Dover Company war der für Highwheeler sehr typische Aldo, der nur 1910 gebaut und bis Anfang 1911 verkauft wurde. Die Markenbezeichnung setzt sich aus den ersten Buchstaben der Nachnamen der Eigentümer zusammen: Albaugh und Dover. Das Fahrzeug war ein äußerst einfach konstruierter, kutschenartiger Motor-Buggy für zwei Personen. Der luftgekühlte Zweizylindermotor leistete 12 PS (nach N.A.C.C.) aus 106,9 c.i. (1752 cm³). Die Kraftübertragung erfolgte über ein Planetengetriebe und je eine Antriebskette auf jedes Hinterrad. Die Lenkung mittels Hebel statt Lenkrad war ein überholtes Konstruktionsmerkmal. Der Radstand betrug 76 Zoll (1930 mm), die riesigen Kutschenräder mit Holzspeichen hatten die Dimension 36 × 1,5 Zoll (914 × 38 mm). Das Fahrzeug hatte Rechtslenkung.
Immerhin scheint man beim Aldo mehr Wert als üblich auf Materialwahl und Qualität gelegt zu haben; der Buggy kostete 395 $ und damit deutlich mehr als einfache Highwheel-Buggies wie der Success Model A mit Einzylindermotor und nur einer Antriebskette (auf das rechte Hinterrad) zu 250 $.
Die Zeit der Produktionseinstellung fällt mit dem Beginn des kurzen Hypes um die Cyclecars zusammen. Zudem scheint der Hersteller Mühe gehabt zu haben, zum genannten Preis ausreichend Fahrzeuge abzusetzen.

## Square Turn Tractor Company

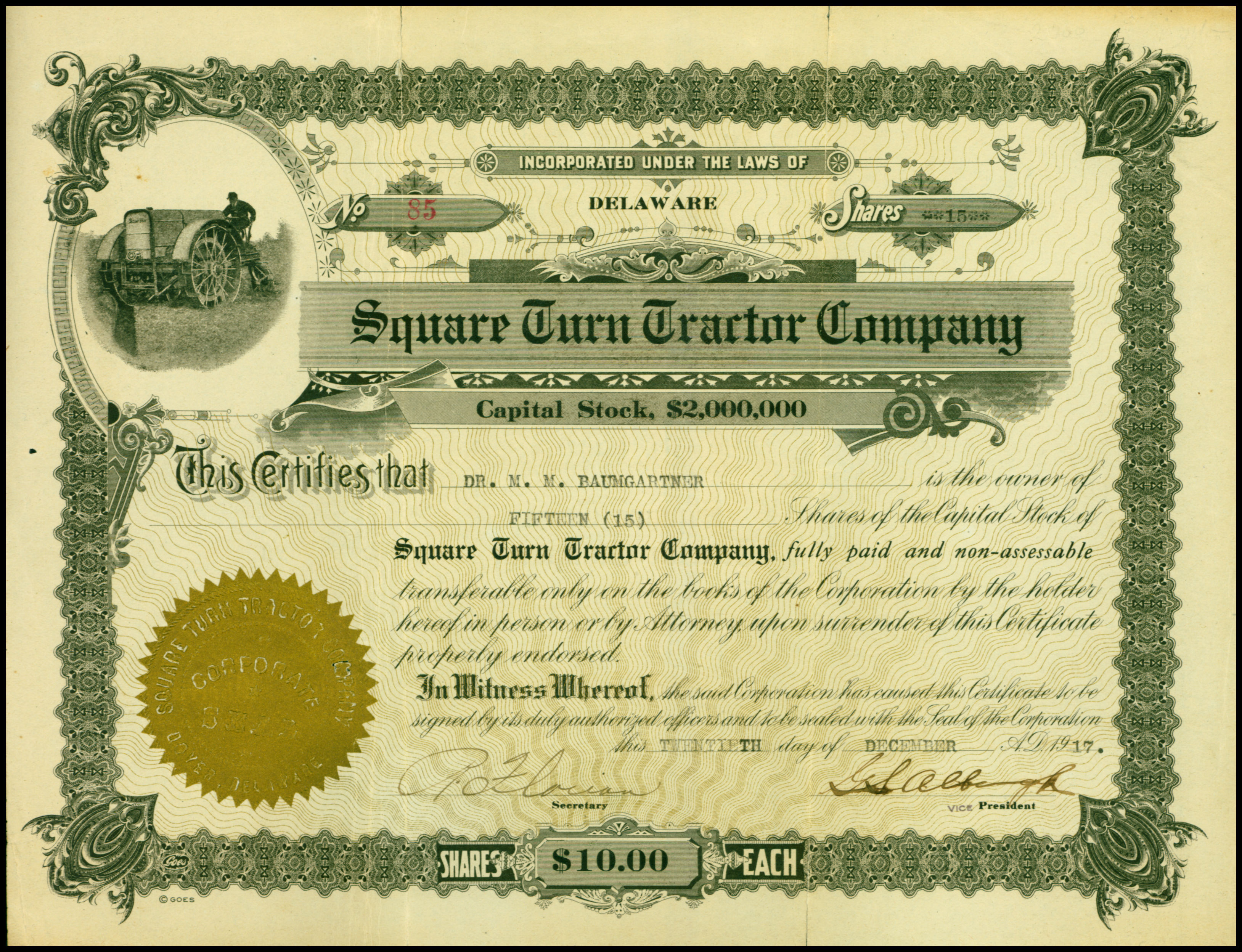
Aktie der Square Turn Tractor Company vom 20. Dezember 1917

Über die Zeit nach dem Produktionsende des Aldo liegen kaum Informationen vor. Das Unternehmen scheint recht erfolgreich Zahnräder und Sahnezentrifugen hergestellt zu haben, denn 1916 wurden zu diesem Zweck 30.000 $ in einen Erweiterungsbau investiert.
Im Dezember 1917 übernahm die Albaugh-Dover Company den maroden Traktorenhersteller Kennell-Colwell in Norfolk (Nebraska). Das Unternehmen wurde in Square Turn Tractor Company umbenannt und offensichtlich als Tochtergesellschaft betrieben; der Traktor wurde als Albaugh-Dover "Square Turn" vermarktet.
Der Traktor war ein eher kurioses Gerät. Er war als Tricycle ausgelegt, mit einem massiven Vierzylindermotor über der Hinterachse und einem kleinen, gelenkten Vorderrad. Der Fahrer saß unmittelbar hinter dem Vorderrad und steuerte mit einem Lenkrad; direkt hinter ihm ragte ein konventioneller LKW-Kühler auf. Der Motor war ein Climax Type K der Climax Engineering Company in Clinton (Iowa) (kein Bezug zu Coventry-Climax!) mit 5 × 6½ Zoll Bohrung / Hub (127 mm/165,1 mm), ergebend einen Hubraum von 510,5 c.i. oder 8466 cm³. Die Leistung wurde mit 18–35 HP angegeben; also 18 HP (N.A.C.C.) ab Ziehbalken und 35 HP ab der mit Riemen betriebenen Zapfwelle. Der Motor konnte mit Benzin oder Petroleum betrieben werden.
Für den Antriebsstrang wählte der Hersteller die Bezeichnung Giant Grip Drive und hob hervor, dass es keine rutschende Kupplung und kein anfälliges Getriebe gab. Angaben dazu fehlen, doch deutet dies darauf hin, dass die Kraftübertragung mittels Friktionsgetriebe erfolgte.
Mit dem im Grundpreis von 1875 $ inbegriffenen Oliver-Pflug wog der Traktor 7800 lb (3540 kg). Das Unternehmen legte Wert auf die Feststellung, dass der Traktor von nur einer Person zu bedienen war, was nicht selbstverständlich schien.
1924 geriet Albaugh-Dover in Schwierigkeiten. Eine Gruppe von Investoren aus dem Kreis der bisherigen Aktionäre übernahm das Unternehmen und organisierte es 1924 nach einer Kapitalspritze von 200.000 $ neu als Albaugh-Dover Manufacturing Company. Die Produktion von Zahnrädern und Zentrifugen wurde danach fortgesetzt; das Traktorenwerk in Nebraska allerdings 1925 auf Anordnung des Sheriff-Büros zwangsweise verkauft. Der Sheriff war zu dieser Zeit auch zuständig für die Umsetzung gerichtlicher Anordnungen.